# 根津サンセットカフェ
『根津サンセットカフェ』（ねづサンセットカフェ）は、TBS系列の深夜番組。2006年8月1日に放映開始。

## 概要
- 2006年8月にTBSでスタートした 根津のはずれにあるカフェを舞台にしたカナとジンの1話約1分30秒強のショート・コント風なミニドラマ。番組の後半で、DVDの宣伝を約20秒行う。番組全体は2分。それでもリハーサルに相当な時間をかけるため、撮影は早朝から深夜にまで及ぶということである。
- 週に3回放送される。月曜、火曜、水曜の深夜（火曜、水曜、木曜の未明）に放送されるが、放送時間は不定。番組表にも載らないため、視聴するのは困難とされている。放送時間を事前に知る唯一の手段は、直前（前週の週末）にTBSの公式ホームページにアップされる情報のみ。
- キン・シオタニのイラストがオープニングとエンディングを飾る。
- 2007年3月28日の#95で放送終了。しかし、ストーリーは未完結であった（DVDの欄参照）。

## ストーリー
東京都文京区根津の、どこか裏通りにある小さな喫茶店「根津サンセットカフェ」。いつもお客はさっぱりで、店長のカナとウェイターのジンは暇を持て余していた。

## 登場人物
カナ
根津サンセットカフェの店長。お店を切り盛りする元気な看板娘。コーヒーを淹れるのはまだ苦手なよう…。熊本県出身。
ジン
根津サンセットカフェのウェイター。1年前に突如カフェに現れて働きはじめた謎の存在。コーヒーを淹れるのが上手。自称元ストリートDJ。
名前だけ登場する人々
カナの父親
故人。マグロ漁船に乗っていた。遺言でカナに根津サンセットカフェを継がせる。
小林
ジンの友人で雑誌の編集者。ジンと一緒に飲んだり、テレビ番組の観覧をしたりしているらしい。
常連の客
ちょくちょく根津サンセットカフェを訪れる大学生風の客。カナを合コンやデートに誘っている。

## DVD
- 根津サンセットカフェ Vol.1 - 4（2006年12月 - 2007年5月、TBS/TCエンタテインメント）
  - ミニドラマ部分を各巻25話ずつ収録する予定、テレビ放送でカットされた完全版を収録。
  - 2006年12月20日発売のVol.1の特典映像にはNG＆別テイク集、メイキング、CMへの振り25連発、片桐仁のエンディングテーマ録音風景。他に本編にカナとジンの副音声を収録。
  - セル版に加え、レンタルもあるが、特典映像は上記の一部のみ、副音声は付いていない仕様。
  - 2007年5月23日発売の最終巻であるVol.4には、未放送の6話 (#96 - #100) が収録されており、DVDで初めてストーリーが完結している。また、DVDのVol.4は通常版に加え、「マニアの方エディション」という豪華版がある。「マニア - 」版の特典は、（1）劇中で使用されたものと同じデザインのシャツ、（2）64ページの解説ブックレット、（3）携帯ストラップ、（4）全4巻収納できるハードBOX
  - ロケ地は根津ではなく渋谷区円山町のお店「ノルブリンカ」

## キャスト
- カナ：倉科カナ（ミスマガジン2006グランプリ）
- ジン：片桐仁（ラーメンズ）

## スタッフ
- チーフプロデューサー：長生啓（TBS）
- プロデューサー：重富浩二、今村義彦
- 脚本：早野円
- 演出：毛塚幸朗